# Ichneumon imperialis
Ichneumon imperialis là một loài tò vò trong họ Ichneumonidae.